# AeroSuperBatics
AeroSuperBatics est une patrouille acrobatique civile de spectacle de voltige aérienne britannique fondée en 1982.  Elle est sponsorisée de 2010 à 2017 par le fabricant de montres Suisse Breitling, conjointement à la Patrouille Breitling depuis 2003 et à la Team Breitling depuis 2007.  La patrouille reprend au 1er novembre 2018 le nom AeroSuperBatics WingWalkers après la fin du contrat avec Breitling.

## Historique
En 1982 le vétéran de voltige aérienne Vic Norman fonde la société de spectacle aérien AeroSuperBatics avec quatre biplans Boeing-Stearman Model 75 PT17 de 450 chevaux de 1934, restaurés à neuf, six aviateurs et six acrobates cascadeuses. 

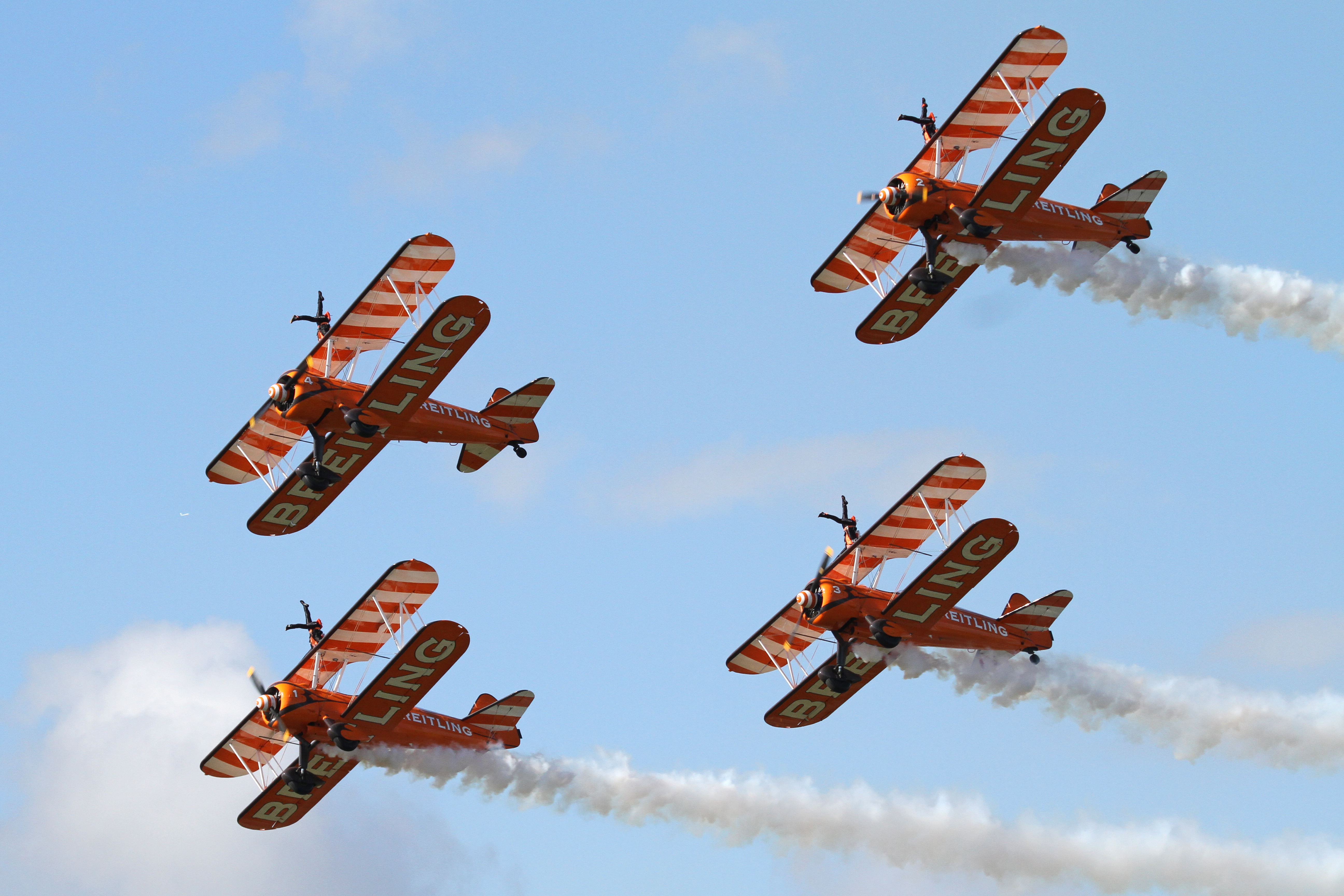
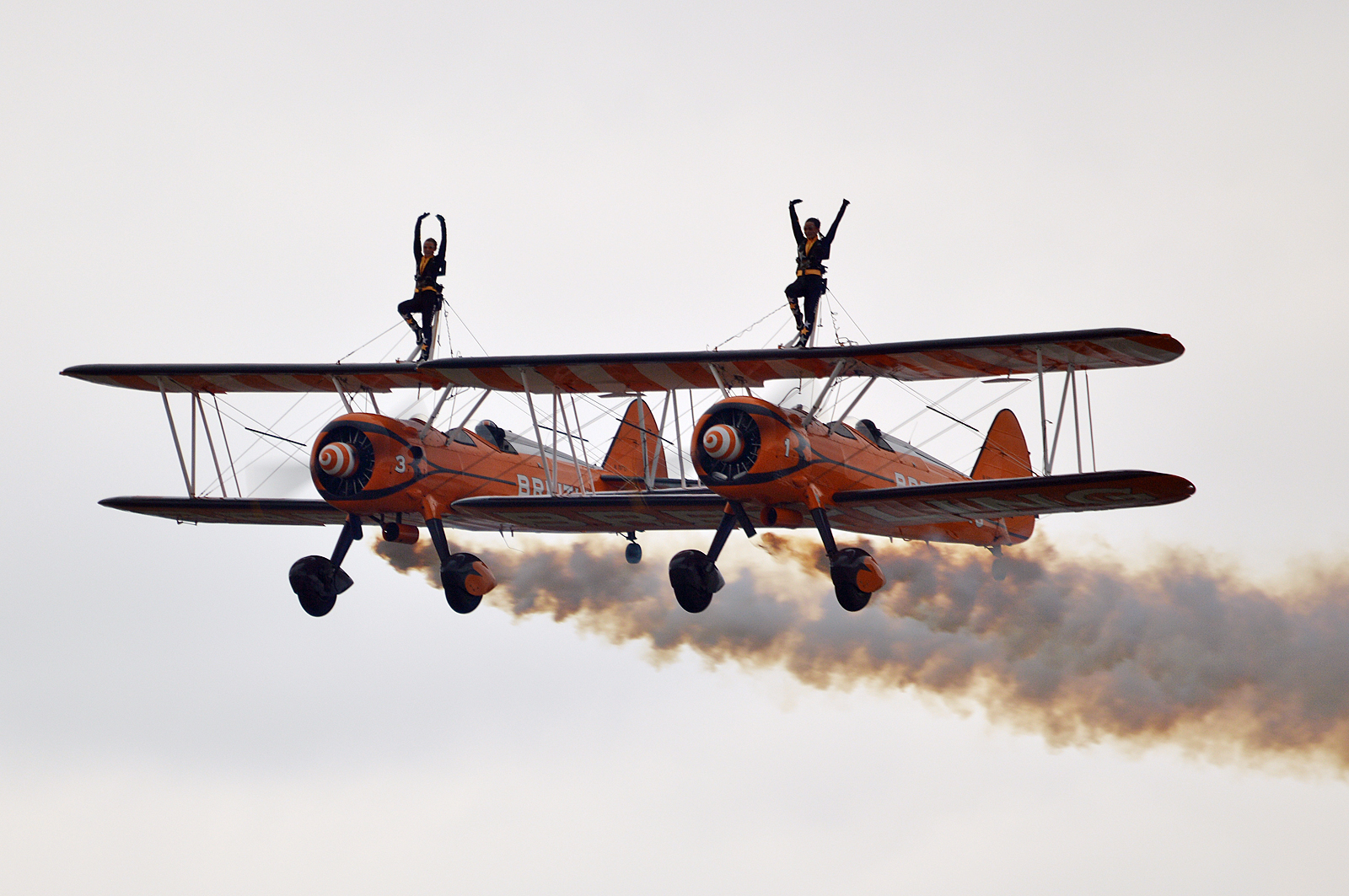
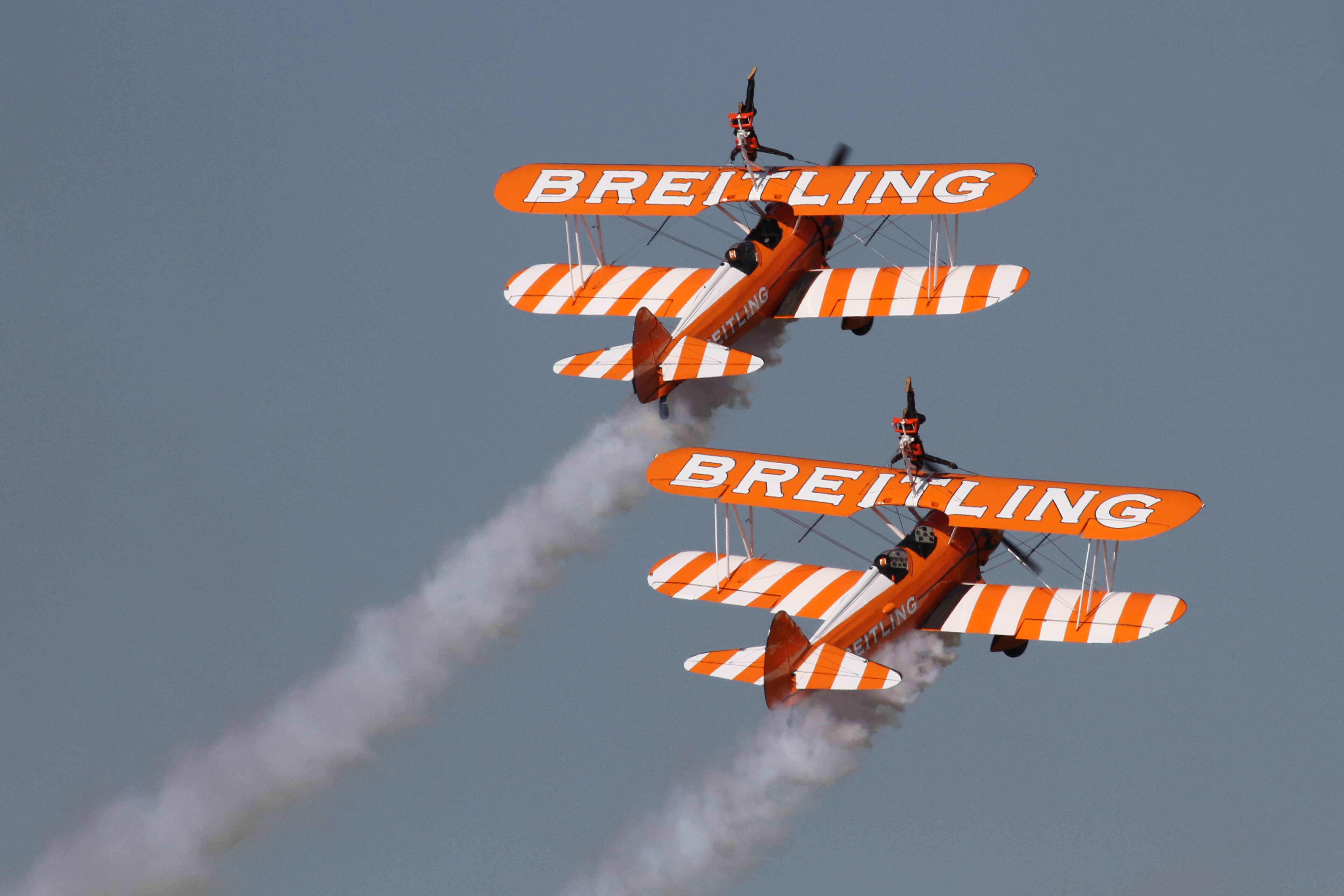

Il organise une centaine de spectacles de voltige par an durant des meetings aériens dans le monde entier.

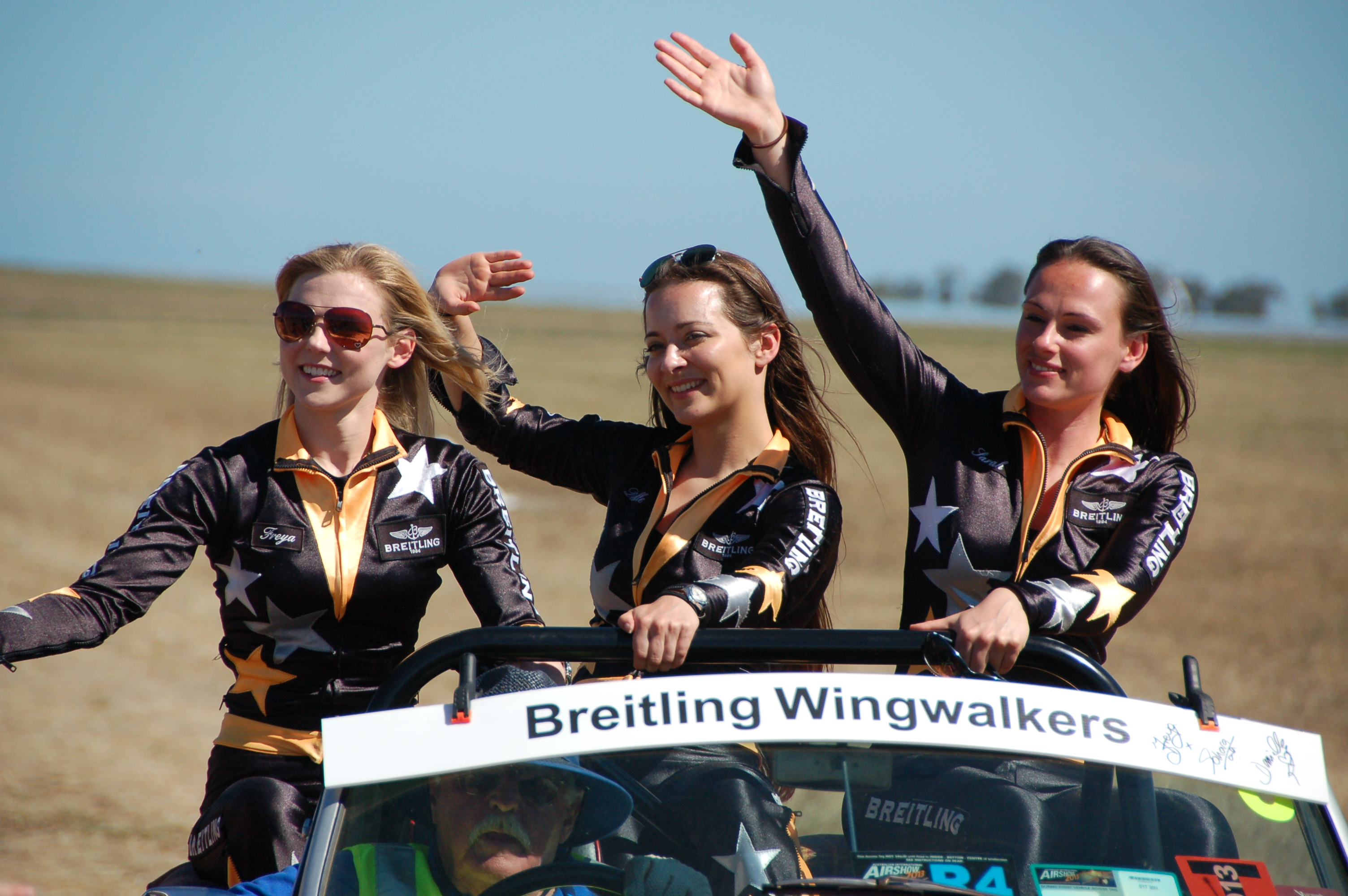
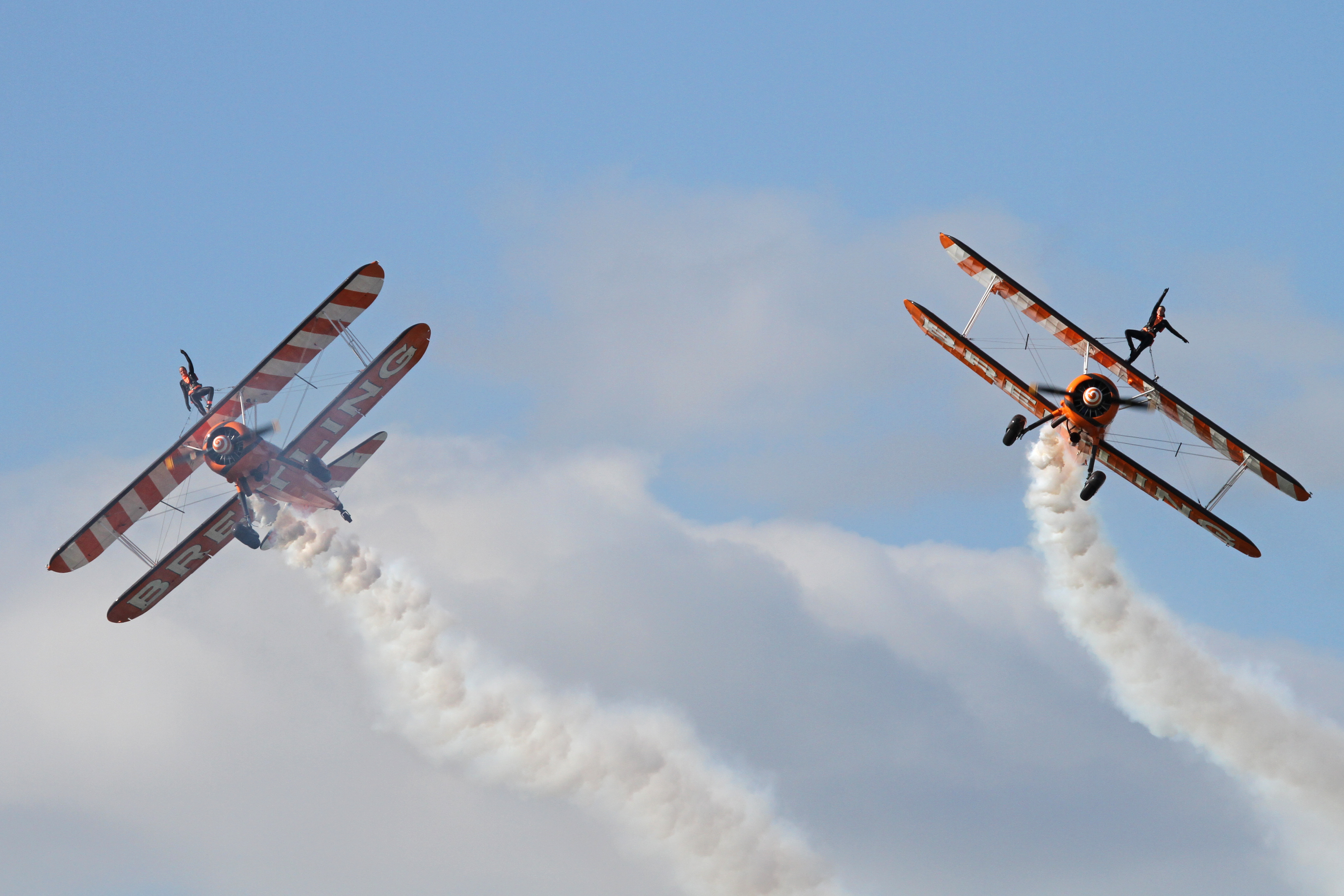
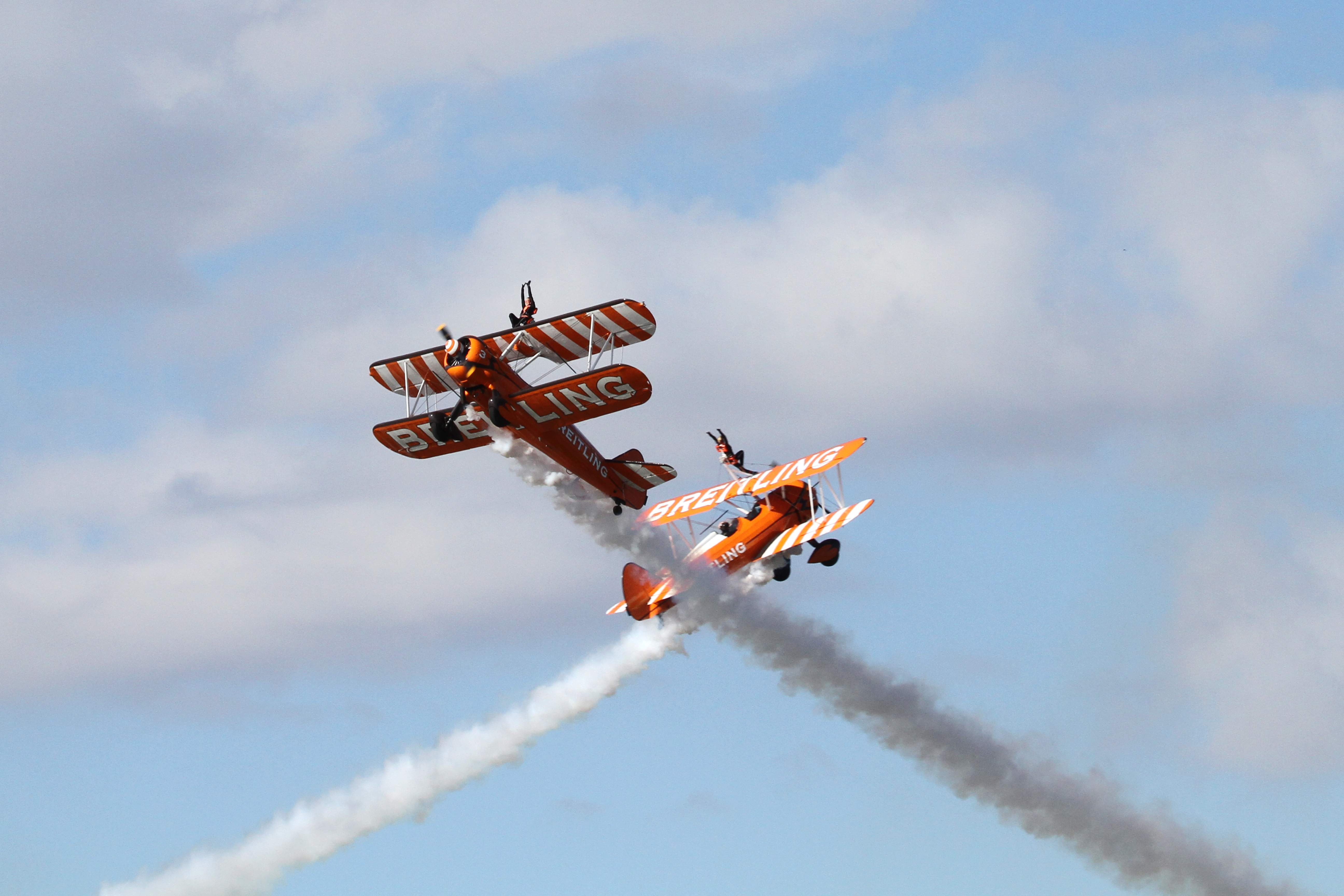

Les figures d'acrobaties aériennes sont inspirées des barnstormers (cascadeurs des premiers spectacles aéronautiques américains des années 1920).  Elles sont composées avec deux ou quatre avions, avec des figures synchronisées de style boucles, tonneaux, vrilles, décrochages, piquer, vol inversé..., avec musique et fumigène, à des vitesses pouvant aller jusqu'à 200 km/h et 4g, durant lesquels les acrobates féminines de l'équipe se livrent à des cascades sur les ailes des avions en vol.